# 約德爾 (科羅拉多州)
約德爾（英語：Yoder）是美國科羅拉多州厄爾巴索縣一個非建制地區，當地設有一所郵政局，而其美國郵遞區號則是80864。
1904年，一位名叫伊拉·M·約德爾（Ira M. Yoder）的早期郵政局長以自己的姓氏在當地開設了一所名叫「約德爾」的郵政局，隨後這個非建制地區便以「約德爾」命名。另一方面，當地學生會前往位於艾迪遜54JT學區（Edison School District 54JT）的艾迪遜初級-高級中學（Edison Junior-Senior High School），以及邁阿密-約德爾60JT學區（Miami-Yoder School District 60JT）學習。